# Abtsrodaer Kuppe
Die Abtsrodaer Kuppe, auch Abtsroder Kuppe genannt, ist ein 904,8 m ü. NHN hoher Nebengipfel der Wasserkuppe in der Rhön. Sie liegt bei Abtsroda im hessischen Landkreis Fulda.
Charakteristisch für die Erhebung ist ihre aus Basaltfelsen aufgebaute und unbewaldete Kuppe, wodurch sie ein beliebter Aussichtspunkt ist – insbesondere mit Blick nach Norden. Die Kuppe wird als Startplatz von Gleitschirmfliegern genutzt.

## Geographie

### Lage
Die Abtsrodaer Kuppe erhebt sich in der Hohen Rhön. Sie ist Teil des Naturparks Hessische Rhön und des Biosphärenreservats Rhön. Ihr Gipfel liegt rund 740 m nordnordöstlich von dem der Wasserkuppe, 1,1 km ostsüdöstlich von Abtsroda und 2 km östlich von Sieblos. Beide Dörfer sind Ortsteile von Poppenhausen, zu dessen Gemeindegebiet die Gipfelregion gehört. 2,8 km nordöstlich des Gipfels befindet sich der Ehrenberger Ortsteil Reulbach. Etwas entfernt liegen mit Dietges (Nordnordwesten) und Brand (Nordnordosten) zwei Ortsteile der Gemeinde Hilders.

### Naturräumliche Zuordnung
Die Abtsrodaer Kuppe gehört in der naturräumlichen Haupteinheitengruppe Osthessisches Bergland (Nr. 35) zur Haupteinheit Hohe Rhön (354), Untereinheit Hochrhön (354.1), Naturraum Wasserkuppenrhön (354.10). Nach Norden fällt die Landschaft in den Naturraum Milseburger Kuppenrhön (353.21) ab, der in der Haupteinheit Vorder- und Kuppenrhön (353) zur Untereinheit Kuppenrhön (353.2) zählt.

### Fulda-Werra-Wasserscheide
Über die Abtsrodaer Kuppe verläuft ein Teil der Fulda-Werra-Wasserscheide. Das Wasser der Fließgewässer, die von der Kuppe in Richtung Westen verlaufen, erreicht durch die Bäche Haardt und Lütter sowie den Fluss Fulda die Weser, das von nach Norden verlaufenden Fließgewässern gelangt durch die Bäche Schlichtwasser, Brandbach und Ulster sowie den Fluss Werra ebenfalls in die Weser.

## Schutzgebiete
Auf der Nordostflanke der Abtsrodaer Kuppe liegt direkt unterhalb des Hochrhönrings das Naturschutzgebiet (NSG) Nordhang Wasserkuppe (CDDA-Nr. 318864; 1997 ausgewiesen; 95 ha groß). Auf der Kuppe befinden sich Teile des Landschaftsschutzgebiets Hessische Rhön (CDDA-Nr. 378477; 1967; 410,31 km²) und des Vogelschutzgebiets Hessische Rhön (VSG-Nr. 5525-351; 360,8 km²). Auf ihr liegen auch Teile des Fauna-Flora-Habitat-Gebiets Hochrhön (FFH-Nr. 5525-351; 48,09 km²).

## Verkehr und Wandern
Westnordwestlich an der Abtsrodaer Kuppe vorbei führt von Poppenhausen durch Tränkhof und Sieblos nach Abtsroda die Landesstraße 3307, die am nordöstlichen Rand von Abtsroda auf die von Dietges kommende L 3068 trifft. Letztere führt nördlich an der Kuppe vorbei und dann hinauf zur Wasserkuppe und weiter zur Bundesstraße 278 (Gersfeld–Obernhausen–Wüstensachsen). Die drei Straßen sind Abschnitte des Hochrhönrings.
An diesen Straßen beginnend kann die Abtsrodaer Kuppe auf Wegen und Pfaden erwandert werden, zum Beispiel auf dem zwischen Abtsroda und der Wasserkuppe verlaufenden gemeinsamen Abschnitt der Europäischen Fernwanderwege E3 und E6.